# 玛丽娜·拉斯科娃
玛丽娜·米哈伊洛芙娜·拉斯科娃（俄语：Марина Михайловна Раскова，1912年3月28日—1943年1月4日），苏联空軍少校、著名女飞行员與航空活动组织者。

## 生平
出生于中产家庭。父亲是歌剧演唱家及乐队指挥米哈伊尔·德米特里耶维奇·马利宁，母亲安娜·柳巴托维奇是小学教员，著名歌唱家塔季扬娜·柳巴托维奇是其姨妈。同父异母兄弟鲍里斯·米哈伊洛维奇·马利宁是著名造船科学家。
早年并没有对飞行的兴趣。
父母希望她成为音乐家，她自己想要成为歌剧演员。
1919年10月，父亲被摩托车撞伤，不治去世。1922年考入音乐学校，而后又转学到一所工艺学校主修音乐。出于对减轻家庭经济负担的考虑，同时在第32工艺学校注册上了8年级学习化工。15岁时感染了中耳炎和副伤寒卧床两月，出于健康考虑放弃了放弃了音乐梦想，转而研究化学。1929年春季工业学校毕业后在巴蒂尔斯科依苯胺染料厂做化验员。1930年嫁给了在工厂业余戏剧俱乐部认识的工程师谢尔盖·拉斯科夫，同年女儿塔妮娅出生。辞去工作居家照顾女儿。
1931年10月进入茹可夫斯基空军学院空中导航实验室成为绘图员，同年底成为一名实验员。由于能力出色，系统地掌握了实验室的各种装置与设备的原理和使用，开始承担辅助教学工作。1932年，母亲退休并担负起对外孙女塔妮娅的照料，使她可以全心投入工作。掌握了空中领航的理论、导航设备原理与操作。1933年秋季，参与开辟敖德萨—巴统航线和机场选址，并在空军学院航行系对这次任务作总结报告，从而获准参加领航员鉴定考试，成为苏联第一个获得专业资格证书的女领航员。1934年成为茹可夫斯基空军学院第一位女教员，担任航行学天文观测教学。1934年秋天，被公派到苏联国防及航空化学建设促进会中央航空俱乐部飞行学校在业余时间学习飞行。1934年、1935年两次参加莫斯科五一节空中检阅飞行。1935年8月毕业获得了飞机驾驶执照。随后担任了空军学院航行系仪表飞行讲师。1935年10月离婚。
多次参与创造世界纪录的飞行。1935年8月，作为六名女飞行员各自单独驾驶一架飞机，分别搭载一名女乘客，编队从莫斯科飞往列宁格勒，途中因气象恶劣绕飞直至黄昏后与所有同伴在一处沼泽地成功迫降。1937年6月作为领航员参加莫斯科-塞瓦斯托波尔-莫斯科单日竞速飞行，连续飞行16小时，仅在塞瓦斯托波尔降落加油。1937年10月24日，与女飞行员瓦莲京娜·格里佐杜波娃驾驶雅克-12从莫斯科到阿克纠宾斯克不间断直线飞行约1443公里，打破了女飞行员这项世界纪录。1938年5月24日通过了无线电报务员技能培训后，与海军上尉机长波琳娜·杰尼索芙娜·奥西片科、上尉副驾驶维拉·罗马克使用MP-1水上飞机创造了女子闭合航线飞行1749公里的世界纪录。1938年7月2日，再次驾驶MP-1水上飞机从黑海塞瓦斯托波尔飞往白海阿尔汉格尔斯克附近的哈尔莫夫斯科伊湖，10小时33分钟直线飞行约2241公里、折线飞行2372公里创造了女子飞行距离世界纪录，被授予列宁勋章。
最为著名的创造女子飞行世界纪录的活动是1938年9月24日8点16分至25日，与格里卓杜波娃（机长）、奥西片科（副驾驶）使用一架Ant-37(DB-2)远程轰炸机，命名为“祖国号”，从莫斯科飞往阿穆尔河畔共青城，目标是以连续飞行26小时29分钟直线距离5,947 km (总距离6,450 km)创造女子飞行世界纪录。飞行至当晚舱内低温导致主电台和应急无线电台均失灵，失去了与地面的无线电联系。飞行至第二天机舱内的温度降至零下36度，机外温度为零下37度。25日10时，燃油告警；由于机首下部的领航员玻璃座舱没有进入飞机其他舱室的通道，所处位置在迫降时容易撞毁，拉斯科娃必须在迫降前跳伞。10点32分在2300米高度跳伞，落地后在泰加林无人区独自野外生存。哈巴罗夫斯克边疆区出动数万人、50架飞机搜救。8天后营救人员找到了飞机，10天后找到了靠野生浆果生存的拉斯科娃。所有三名机组人员成功获救，在密林中被转移到阿姆贡河，乘汽船到达克尔比镇（后改名为波林娜·奥西片科区的波利娜·奥西片科镇）时，全城居民在码头上欢迎。这次以6450公里的不间断飞行创造了一项新的女子飞行世界记录。由于腿部严重受伤拉斯科娃不得不卧床休养数月。1938年11月2日三人都获得了苏联英雄称号，成为获得这一最高荣誉的第一批女性，也是二战前仅有的女性苏联英雄。 
1941年当选莫斯科基层的区苏维埃代表。进入伏龙芝军事学院深造。
苏德战争爆发后，拉斯科娃奔走鼓动组建女飞行员的战斗航空部队。1941年10月8日，斯大林发布训令组建第221航空兵军，全部由女性担任飞行员、地勤人员、参谋。 下辖：
- 歼击航空兵第586团 (586 IAP/PVO)：1942年4月16日首次参战。装备Yak-1、Yak-7B、Yak-9，战时共飞行4,419架次。[4]交战125批次，击落敌机38架，战斗终点到维也纳。历任团长Tamara Kazarinova与Aleksandr Gridnev。[5]

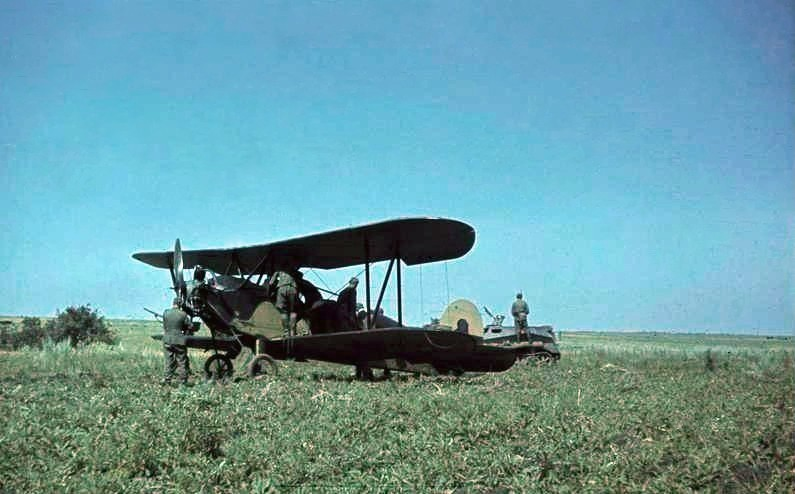
1941年德军在乌克兰缴获的一架迫降并遗弃的Po-2飞机。

- 近卫夜间轰炸航空兵第46塔曼团：起初称为夜间轰炸航空兵第588团(588 NBAP)，1943年2月获得近卫称号。使用波-2飞机。所有成员均为女性。战时飞行超过24000架次，涌现了24位苏联英雄，战斗终点到柏林。团长叶夫多基娅·别尔尚斯卡娅（英语：Yevdokia Bershanskaya）。[6]
- 荣膺库图佐夫勋章和苏沃洛夫三级勋章的光荣的“拉斯科娃-鲍里索夫”近卫第125俯冲轰炸机团：起初称为轰炸航空兵第587团 (587 BAP)，创建时拉斯科娃兼任团长，拒绝给予她任何特殊待遇。在恩格斯城训练初期，587团装备苏-2轰炸机。1942年7月，587团全部换装Pe-2轟炸機。“女飞行员不容易操纵这种飞机，尤其不适合因为饥饿和营养不良长得身材矮小的妇女。”大多数女飞行员驾驶它时要在背后垫上二至三个枕头，对领航员还有更多的额外要求，因为起飞时需要花很大的力气才能抬升起尾翼。而且由于Pe-2需要三个机组人员, 不足的机组人员必须尽快训练出来。拉斯科娃决定招收男性士兵进入航空团。1942年12月，587团接令奔赴斯大林格勒参战，编入空军航空兵第8军轰炸机第270师战斗序列。拉斯科娃任团长直至牺牲，然后由瓦连京·马尔可夫少校（男性）任团长。斯大林格勒战役后，587团转战北高加索，之后又参与了布良斯克方面军的作战，然后是斯摩棱斯克、白俄罗斯、波罗的海三国直到东普鲁士。在1943年5月，587团因在北高加索地区的出色表现被授予“M.M.拉斯科娃”团的荣誉称号；1943年9月23日获得近卫称号该编为近卫俯冲轰炸航空兵第125团；1944年10月10日，因在解放白俄罗斯鲍里索夫的突出表现而被授予“鲍里索夫”称号；此后又被授予了库图佐夫勋章和苏沃洛夫三级勋章。该团战时飞行1134批次，投弹980吨，有3名飞行员和2名领航员被授予苏联英雄称号。，战斗终点到东普鲁士。[7]拉斯科娃的团参加了斯大林格勒战役。[8]

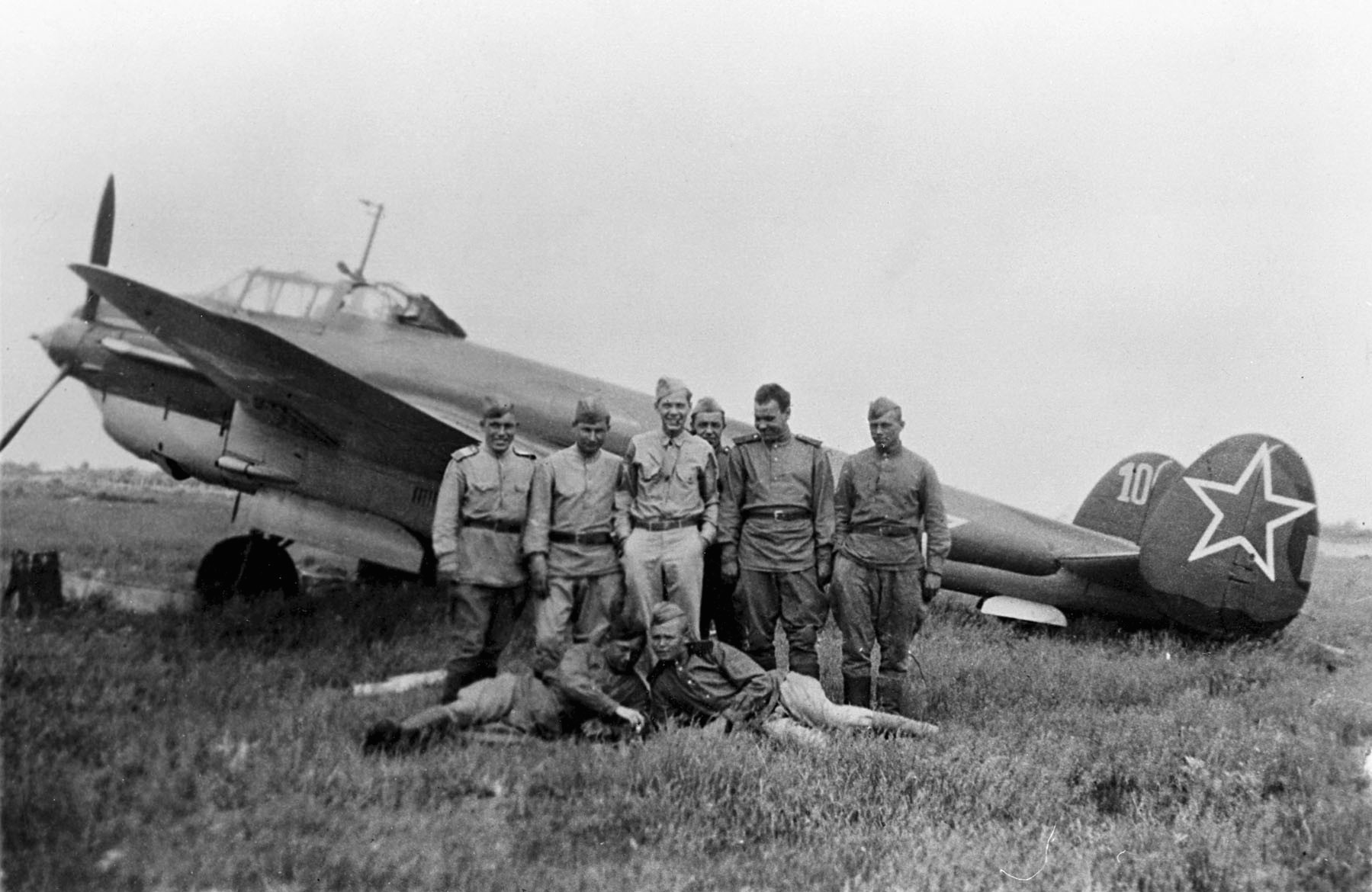
1944年6月在波尔塔瓦的一架Pe-2俯冲轰炸机。

1943年1月4日，拉斯科娃驾驶的Pe-2在斯大林格勒附近因暴风雪迫降时失事，全部机组人员（另三人均为男性：副驾驶希尔上尉、射击员叶罗菲耶夫、空中机械师克里洛夫）牺牲。 拉斯科娃被葬于莫斯科红场墙下。

## 纪念
拉斯科娃被安葬在克里姆林宫墙下，在波利娜·奥西片科的墓旁边。追授拉斯科娃一级卫国战争勋章。

美国一艘1919年4月下水的装甲舰，随PQ-17船队移交给苏联后，1943年6月被命名为SS 玛林娜·拉斯科娃号。
莫斯科与喀山各有一条街道以拉斯科娃命名。莫斯科的一座广场，以及学校及少先队设施以她命名。

坦波夫高等领航员军事航空学校以玛林娜·米哈伊洛芙娜·拉斯科娃命名并建有其雕像。

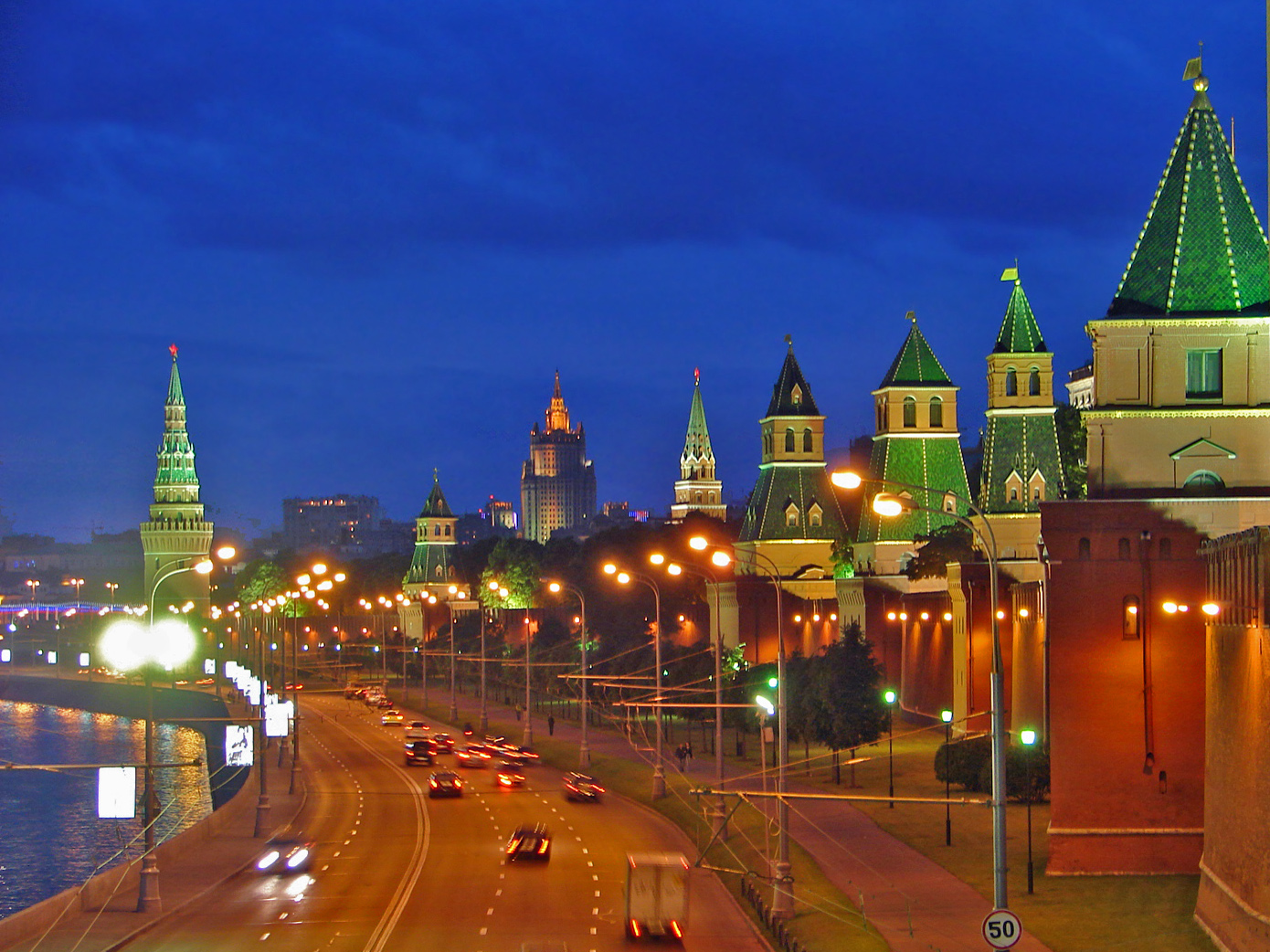
莫斯科红场克里姆林宫墙的拉斯科娃墓

火星上一座火山以玛林娜·米哈伊洛芙娜·拉斯科娃命名。

### 纪念邮票

纪念邮票
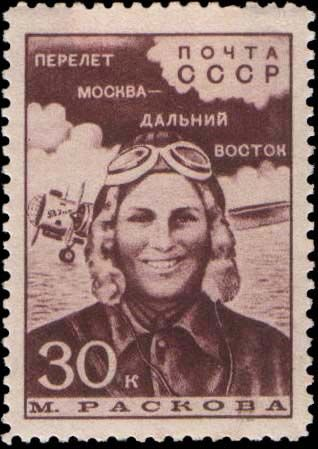
1939年苏联邮票
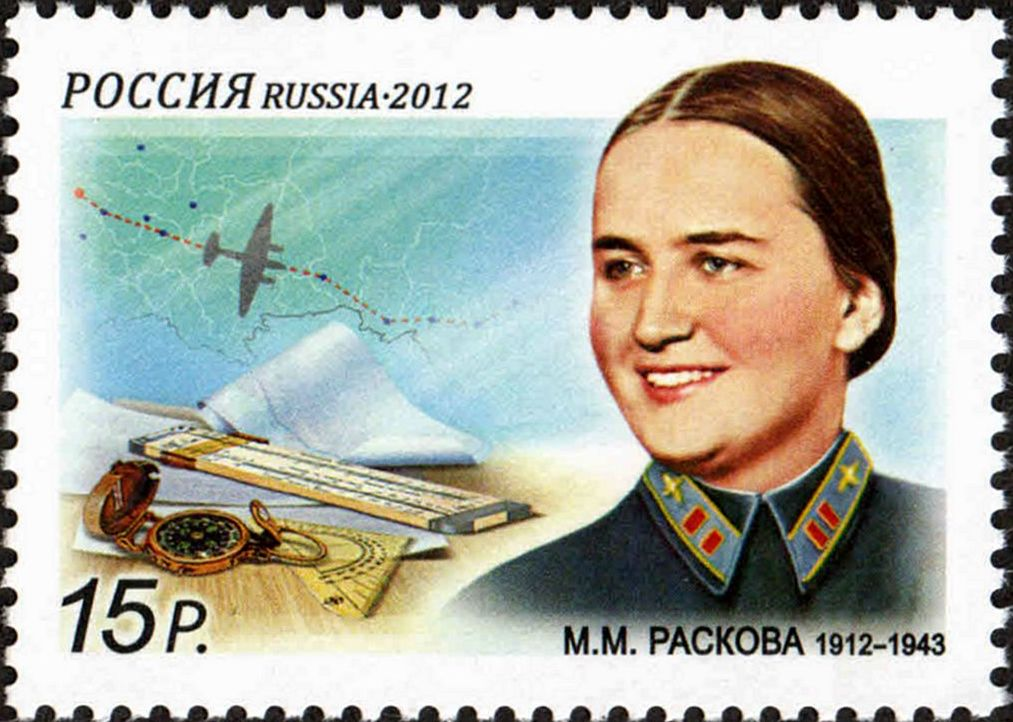
苏联著名女性空中领航员、飞行员、航空活动组织者、苏联英雄拉斯科娃诞辰100周年纪念邮票

## 书目
- Cottam, Kazimiera Janina. Women in War and Resistance – Selected Biographies of Soviet Women Soldiers.  Newburyport MA, Focus Publishing/R. Pullins Co. 1998. ISBN 1-58510-160-5.
- Milanetti, Gian Piero. . Istituto Bibliografico Napoleone, Roma, Italia. 2011  [2016-11-19]. ISBN 88-7565-100-0. （原始内容存档于2011-10-05） （意大利语）.
- Milanetti, Gian Piero. . Istituto Bibliografico Napoleone, Rome, Italy. 2013. ISBN 9788875651466.
- Wings, Women & War: Soviet Airwomen in World War II Combat, by Reina Pennington 2001, University Press of Kansas ISBN 978-0-7006-1554-4.*Sakaida, Henry. . Osprey Publishing. 2003. ISBN 978-1-84176-598-3.
- Sorokina, M. A. "People and Procedures: Toward a History of the Investigation of Nazi Crimes in the USSR," Kritika: Explorations in Russian and Eurasian History, Volume 6, Issue 4, (2005) 797-831.